# 니콜로 소지

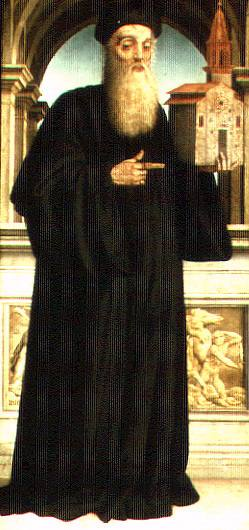
니콜로 소지가 그린 《발도 마기니와 산 파비아노 성당의 모형》, 1522년), 프라토 대성당 소장.

니콜로 소지(이탈리아어: Niccolò Soggi, 1480년경~1552년 7월 12일)는 이탈리아의 화가로, 이탈리아 아레초도 몬테산사비노에서 태어났다.
그는 피에트로 페루지노의 제자였으며, 교황 레오 10세의 재위 기간 동안 로마에 있었다. 이후 소기는 프라토로 이주하였고, 그곳에서는 발도 마기니(Baldo Magini)가 그의 주요 후원자였다. 그는 결국 아레초에 정착하였다. 그의 제자 중에는 파피노 델라 피에베(Papino della Pieve)가 있었다.

## 참고 문헌
- Baldini, Nicoletta, Niccolo Soggi, Florence, Edifir, 1997.
- Vasari, Giorgio, Le Vite delle più eccellenti pittori, scultori, ed architettori, many editions and translations.